# 従軍看護婦
従軍看護婦（じゅうぐんかんごふ）は、軍隊に随伴して野戦病院などに勤務して医療活動を行う女性看護師である。

## アメリカの従軍看護婦

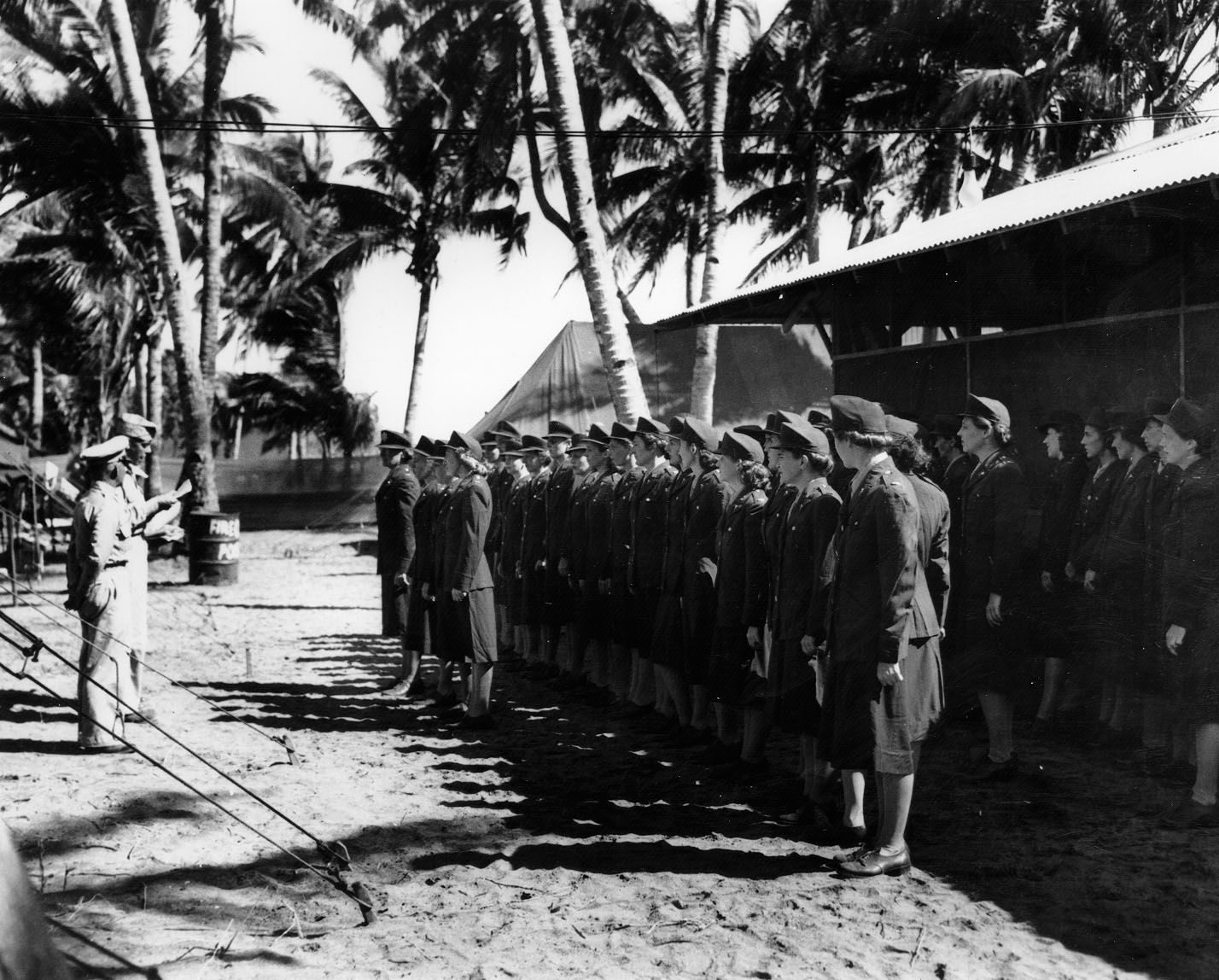
太平洋戦争中のアメリカ陸軍従軍看護婦。彼女たちはフィリピンの戦いで捕虜となっていた。

アメリカ陸軍では、1775年から男女の従軍看護師が活動してきた。米西戦争での従軍看護婦の活躍を契機に、1901年に陸軍看護隊（en:Army Nurse Corps）が創設され、現在まで従軍看護婦を所管している。
第一次世界大戦では、1917年の参戦時点で約4,000人の従軍看護師が現役であったのが、1918年11月には21,000人以上に増加し、うち約半数がフランスや病院船での海外任務に従事していた。第一次世界大戦中に約270人が戦没している。
第二次世界大戦では、1941年末の参戦時には約7,000人の従軍看護師が現役で、1945年までに57,000人以上が従軍した。救護用の航空機に搭乗した者もおり、出動1万回に対して患者の死亡を5件に抑えるという成果を上げた。時には危険にさらされることもあり、フィリピンの戦いでは67名の従軍看護婦がコレヒドール島要塞の陥落時に捕虜となったほか、イタリアのアンツィオの戦いでは従軍看護婦が自ら防空壕を掘って患者の保護にあたった。戦没者は215人だった。なお、米軍看護婦が米兵より性暴力を受ける時が往々にしてあったため、基地からの外出時は拳銃携行が奨励された。朝鮮戦争やベトナム戦争、湾岸戦争でも従軍看護婦が現地で活動している。軍事活動のほか、自然災害時の救護など人道活動にも従事している。

## 日本の従軍看護婦

### 帝国陸海軍
日本の従軍看護制度が始まったのは明治20年代と言われる。1890年（明治23年）4月に、日本赤十字社看護婦養成所に10名が一期生として入校した。養成期間は3年で、卒業後には20年間にわたり応招義務が課せられた。
根拠となる養成所規則には「20年間ハ国家有事ノ日ニ際セバ本社ノ招集ニ応ジ」とあり、のちに応招義務年限は15年、さらに12年へと短縮されたものの、この規則の効力は旧日本軍解体後の1955年（昭和30年）1月16日まで存続した。
日本赤十字社看護婦養成所を卒業した者は、平時には日赤病院その他に勤務し、戦時招集状が届けば、いかなる家庭の事情があろうとも、戦地に出動するのが原則であった。事実、太平洋戦争（大東亜戦争）時には、産まれたばかりの乳飲み子を置いて、招集に応じた看護婦も少なくない。
1891年、新島八重は篤志看護婦になり、1894年には日赤京都支部が救護員を広島予備病院に派遣するや、新島は看護婦取締を託され、同院第三分院に勤務した。新島以外では篤志看護婦は上流階級の女性が多かった。
日清戦争において、はじめて日赤看護婦が陸海軍の病院に招集され、活躍をした。当時のマスコミは、その壮挙を大いにたたえ、「従軍看護婦」として宣伝したため、たちまち国民にその存在を認知されることになった。日清戦争では、25名の救護員が殉職しているが、うち看護婦は4名であった。内地勤務であるので、戦地ではない。伝染病罹患による病死であった。
日清戦争後の論功行賞において、招集された日赤看護婦は叙勲の対象になったため、新しい女子の職場として，大いに看護婦の人気が高まった。

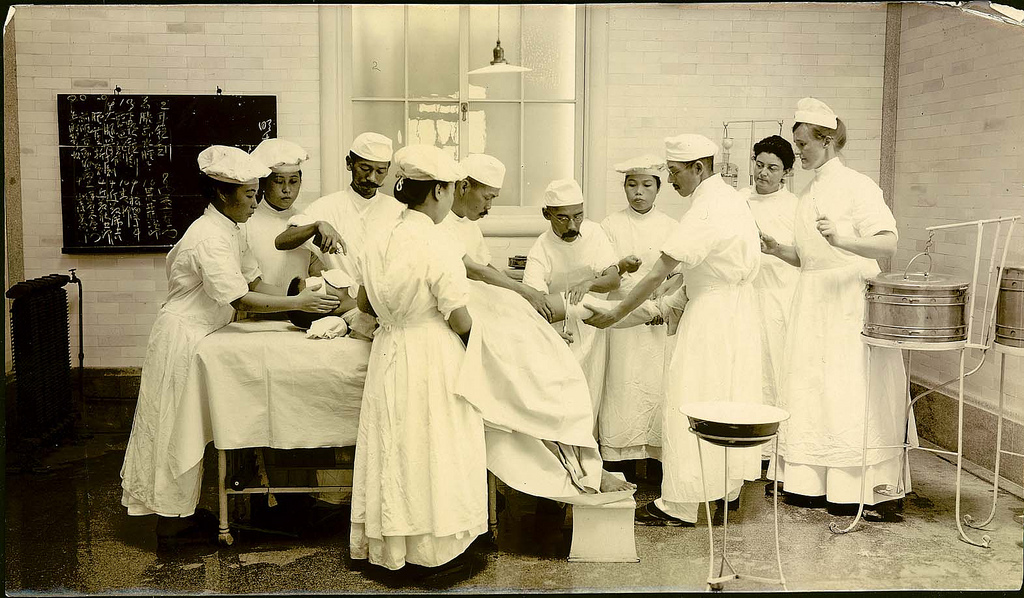
日露戦争中の日本の従軍看護婦

日清戦争の教訓から、1901年（明治34年）12月の日本赤十字社条例（勅令223号）が改正され、第1条において
- 「陸海軍ノ戦時衛生勤務ヲ幇助ス」
- 「陸軍大臣、海軍大臣ハ第1条ノ目的ノ爲日本赤十字社ヲ監督ス」
- 「救護員ハ陸海軍ノ規律ヲ守リ命令ニ服スルノ義務ヲ負フ」
- 「看護婦長及看護人長ノ待遇ハ下士官ニ、看護婦、看護人ハ兵ニ準ス」

と規定され、日赤看護婦と陸海軍の関係は、不即不離のものとなる。
日露戦争においては2160名もの日赤看護婦が従軍し、39名の犠牲者を出した。（看護婦長2名、看護婦37名）ただし、日露戦争でも全員が内地勤務で、犠牲者も病死である。1907年靖国神社に合祀された。日露戦争当時、広島で赤十字病院の看護婦になった新島八重の写真が残されている。
第一次世界大戦、シベリア出兵において、はじめて病院船への乗り組み、外地勤務が命じられた。
1919年（大正8年）、それまで平時の陸軍の病院には看護婦は全く存在しなかったが、東京衛戍病院において試験的に看護婦を採用したところ、大変に評判がよかったので、翌年からすべての陸軍衛戍病院において看護婦を採用し、「陸軍看護婦」と称するようになった。はじめは陸軍看護婦は、日赤看護婦養成所の卒業生からのみ採用していたが、のちには一般の看護婦資格を有するものからも採用した。その待遇は傭人であったが、陸軍部内限り、婦長は「伍長相当待遇」看護婦は「二等兵相当待遇」であった。戦時においては陸軍看護婦も日赤看護婦と同じく、外地での勤務も命じられた。

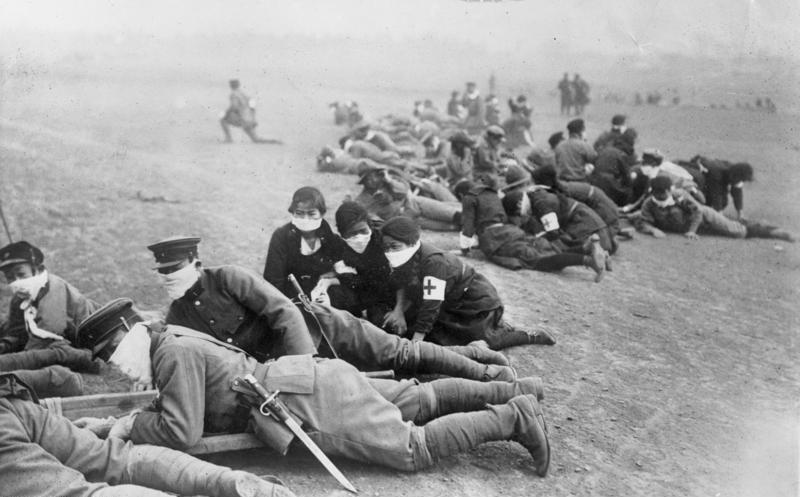
満洲事変中の日本の従軍看護婦。（1931年9月）

その後、日中戦争が勃発し戦線拡大すると、従軍看護婦の不足と従軍者の補充が大きな問題となった。そこで、日赤は従来3年だった救護看護婦の教育期間を2年半に短縮した。太平洋戦争勃発後の1942年（昭和17年）には従来の救護看護婦（高等女学校卒業）を甲種看護婦に格上げし、新たに乙種看護婦（高等小学校卒業の学歴で、2年間の教育）という速成コースを設けるとともに、採用年齢の下限を従来の18歳から16歳にまで引き下げた。
満洲事変・日中戦争・太平洋戦争において出動した従軍看護婦は、日赤出身者だけで960班（一班は婦長1名、看護婦10名が標準）、延べにして35,000名（そのうち婦長は2,000名）で、うち1,120名が戦没した。太平洋戦争終了時に陸軍看護婦として軍籍にあった者は20,500名、そのうち外地勤務は6,000名にも上った。応召中の日赤看護婦は15,368名であった。海軍においても病院船などで従軍看護婦が活動していたが、そのデータは欠けている。
敗戦直後、旧海軍が日本人慰安婦を、軍病院の看護補助者に雇用せよとの通達が発見されている。

### 従軍看護婦と外国
1890年、和歌山県沖にてトルコ軍艦エルドグロール号（一般的には エルトゥールル号 として知られている） の沈没に、日本赤十字の看護婦2名派遣（後、2名増員）。1892年の千島号とイギリス船ラベーナ号の衝突（愛媛県沖）には日本赤十字愛媛支部が俊野イワ（正式に訓練をうけた第2回生）が派遣された。1900年の北清事変ではフランス人を広島陸軍予備病院で治療した。日露戦争ではワリヤーク号の負傷者が仁川臨時赤十字病院、病院船、県立松山病院で治療ほかでも佐世保海軍病院その他で活躍した。第1次世界大戦では、ドイツ軍捕虜を青島と四国で治療している。

### 看護婦教育
1911年に救護員生徒教育資料が日本赤十字より教師のために発行され、その前1910年に甲種看護教程が生徒のために発行された。第1編は「修身の要領」があり、1896年に編纂された日本赤十字看護学教程と等しい。第2編は赤十字事業の要領、第3編は陸海軍勤務要領、第4編は人体の構造、第5編は包帯法で、詳しく述べてある。第6編からは看護法、伝染病患者や精神病患者、妊婦、乳児などはそれぞれ章を設けている。瀕死者の看護と死後の処置が最後の章である。第7編は医師への介助、第8編は手術介助、第9編は外傷の種類と治療法、第10編は救急事態の処置法、第11編は伝染病および当時よくみられた疾病の知識、第12編は消毒法、第13編はあんま法。第14編は衛生、第15編は医療器具類、第16編は薬剤の知識、第17編は患者の運搬法で担架の記述が中心になる。一つ一つの記述は短く、内容も端的であり、授業のなかで、くわしい説明がなされた。

### 自衛隊
陸上自衛隊には、看護師資格を有する自衛官が存在する。自衛隊中央病院に設置された高等看護学院において、看護学生として養成が行われている。在校中に看護師国家試験を受験し、合格後は二等陸曹の階級となる。平時は各地の自衛隊病院などに配置されている。
また、看護師資格者の不足を補うため、准看護師資格を有する自衛官が陸海空の各自衛隊ごとに養成されている。こちらは、それぞれ三等陸曹、海士長、空士長の階級となる。別に有資格者の技術曹としての採用もある。
2014年、防衛医科大学校に看護学科が設立された。合格後の階級は自衛隊コースの場合曹長となり、技官採用もある。

## 慰霊碑
- 従軍看護婦慰霊碑が熊本県護国神社にある。次の記録がある。{{Quotation|昭和12年に勃発した日華事変から大東亜戦争の終結までに日本赤十字社が派遣した救護班は960班、延べ人員33,156人もの「戦時救護看護婦」を戦地に派遣し、戦地に於ける敵襲・病院船への魚雷攻撃・内地の病院勤務中の空襲・原爆による殉職救護員は1,143名、負傷者は4,689人に達したと云われている。しかし従軍したのは日赤の看護婦だけではなく、陸軍・海軍の応召看護婦、「ひめゆり学徒隊」等女学生にも及び、その方たちの犠牲を合わせると殉職者の数は膨大な人数に上るが、正確な記録は残されていない。|　|建立　熊本県護国神社崇敬会　満ソ殉難者慰霊顕彰会　 平成24年10月10日[15]}}
- 赤十字救護看護婦像慰霊碑「愛の灯」が日本赤十字社茨城県支部にある。1974年設立、2003年現在地に移動[16]。

## 著名な従軍看護婦・部隊
- フローレンス・ナイチンゲール
- クララ・バートン - 南北戦争中の従軍看護婦。アメリカ赤十字創設者。行方不明兵士事務所創設者。
- ひめゆり学徒隊 - 白梅学徒隊
- United States Army Nurse Corps（英語版） - アメリカの部隊
- Queen Alexandra's Royal Army Nursing Corps（英語版） - イギリスの部隊
- Royal Australian Army Nursing Corps（英語版） - オーストラリア
- Corpo delle infermiere volontarie della Croce Rossa Italiana（イタリア語版）